# Malý Slivník
Malý Slivník je obec na Slovensku, v okrese Prešov v Prešovském kraji. V obci žije přibližně 1 000 obyvatel.

## Poloha
Obec se nachází v mikroregionu Šariš. Leží v severovýchodní části Šarišské vrchoviny v údolí potoka Mošurovanka. Nadmořská výška pahorkatiny se pohybuje v rozmezí 328 až 414 m n. m., střed obce je ve výšce 364 m n. m. Území je tvořeno centrálně-karpatským flyšem. Lesní porost zastupuje buk, dub a bříza, ve vyšších polohách smrk, jedle a borovice. 
Obec sousedí s obcemi Mošurov na západě a severu, Žakovce na severu a Veľký Slivník na východě a jihu.

## Historie
První písemná zmínka o obci je z roku 1248, kde je uváděná jako Ujszilva, byl v majetku hradu Šariš až do roku 1389. Následně jej vlastnila šlechta z Rozhanovců a od roku 1523 další šlechtické rody z Torysy, Kecerovci a další. V roce 1427 ves platila daň z 24 port. V roce 1787 žilo v 24 domech 187 obyvatel a v roce 1828 v 32 domech žilo 245 obyvatel.
Hlavní obživou bylo zemědělství, práce v lesích a tkalcovství. V 19. století se zde těžil písek.

## Památky
V obci je římskokatolický filiální kostel Narození Panny Marie, který byl postaven na místě požárem zničeného gotického kostela z 14. století v roce 1730 v barokním slohu. V roce 1854 byl opraven. Kostel je jednolodní orientovaná zděná stavba v kněžištěm na půdorysu čtverce, přistavenou sakristií a s představenou věží v západním průčelí. V roce 1998 byl restaurován hlavní oltář a socha svatého Jana Nepomuckého. Kostel náleží pod katolickou farnost svaté Kateřiny Alexandrijské v Terně, děkanátu Prešov-Východ, arcidiecéze košické. 

## Galerie

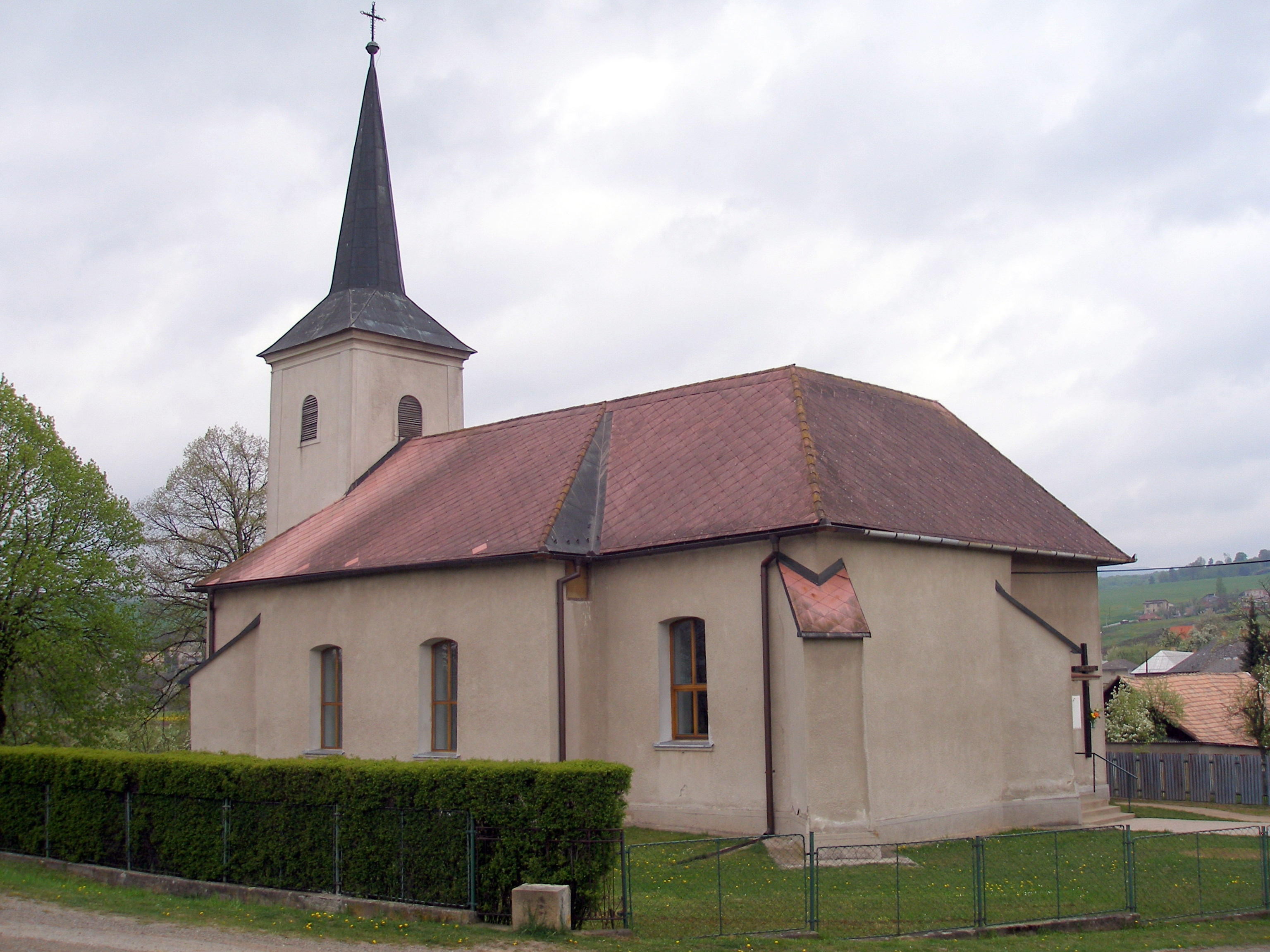
Kostel Narození Panny Marie
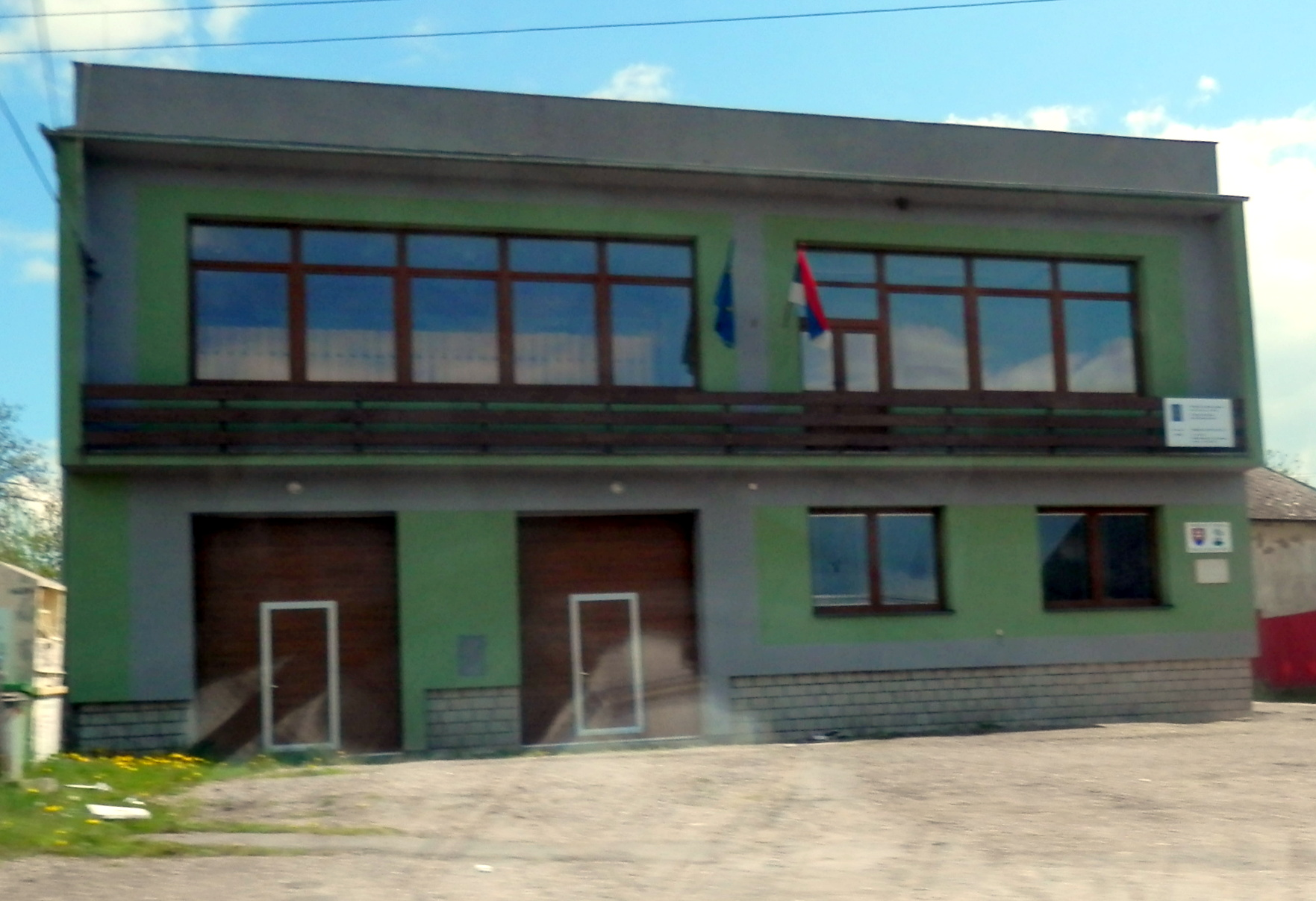
Úřad
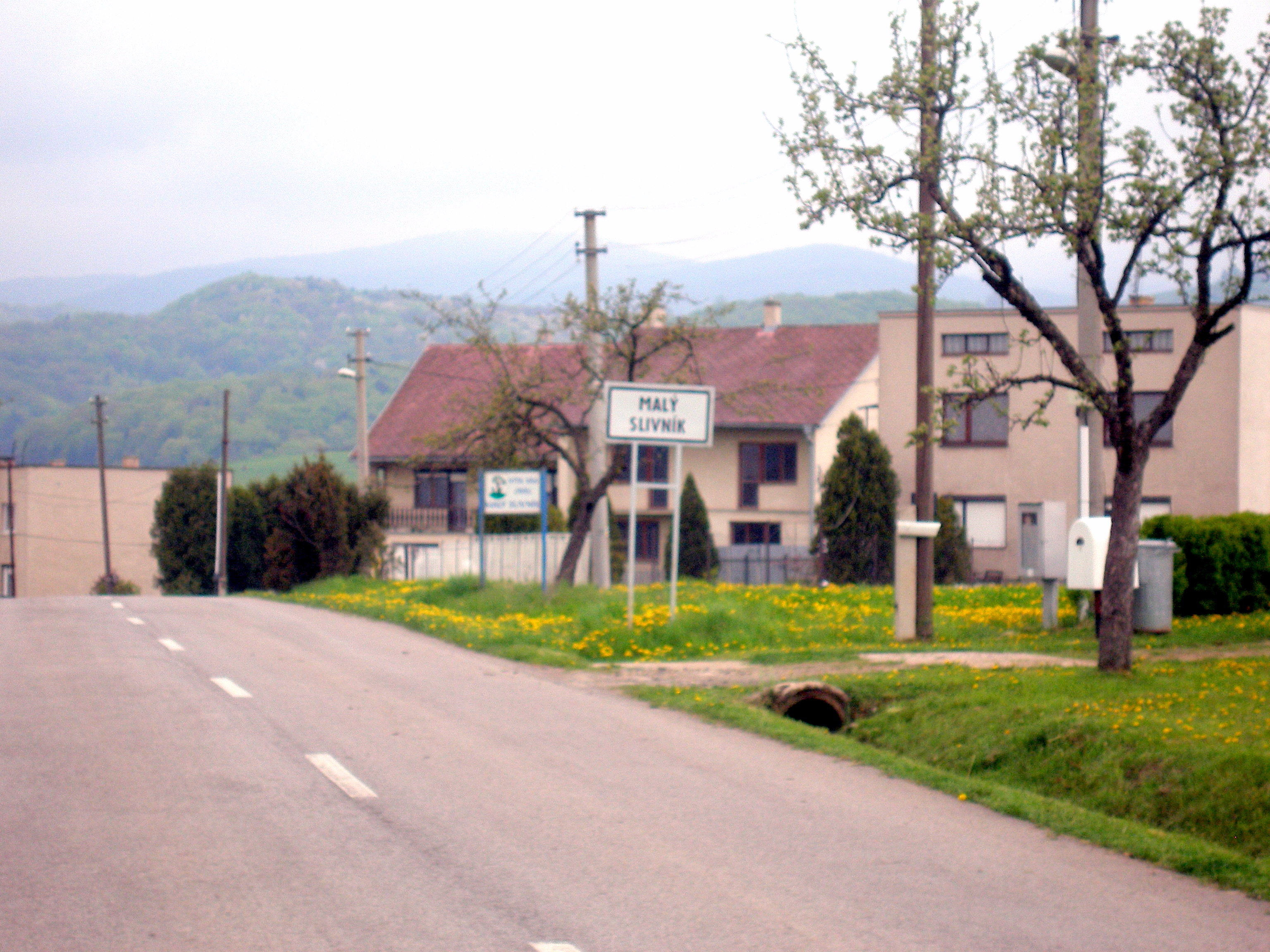
Malý Slivník
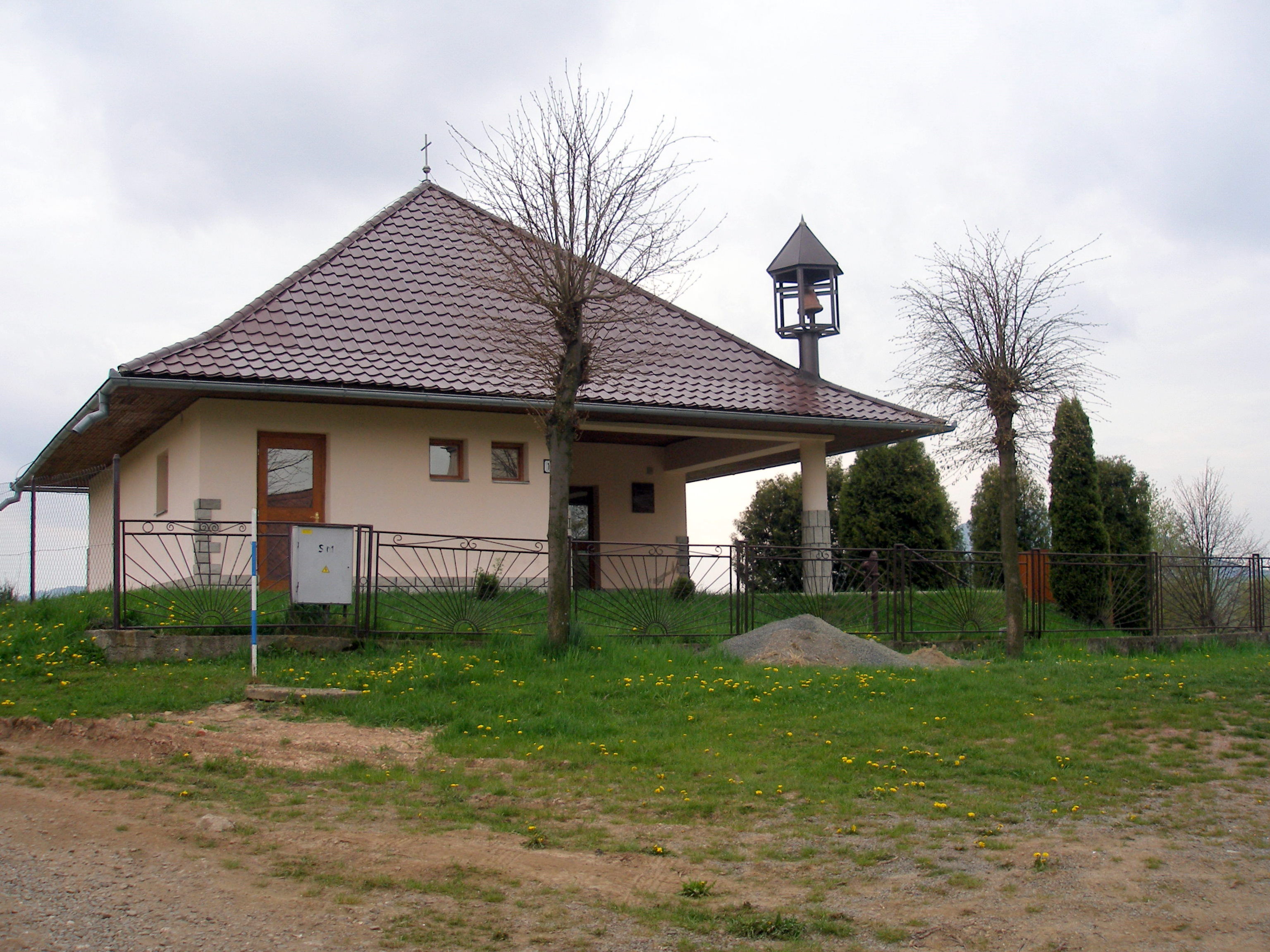
Malý Slivník